# Ella Šárková
Ella Šárková (též Ela), rozená Eliška Lišková (23. září 1906, Praha – 31. října 1991, Praha), byla česká herečka.

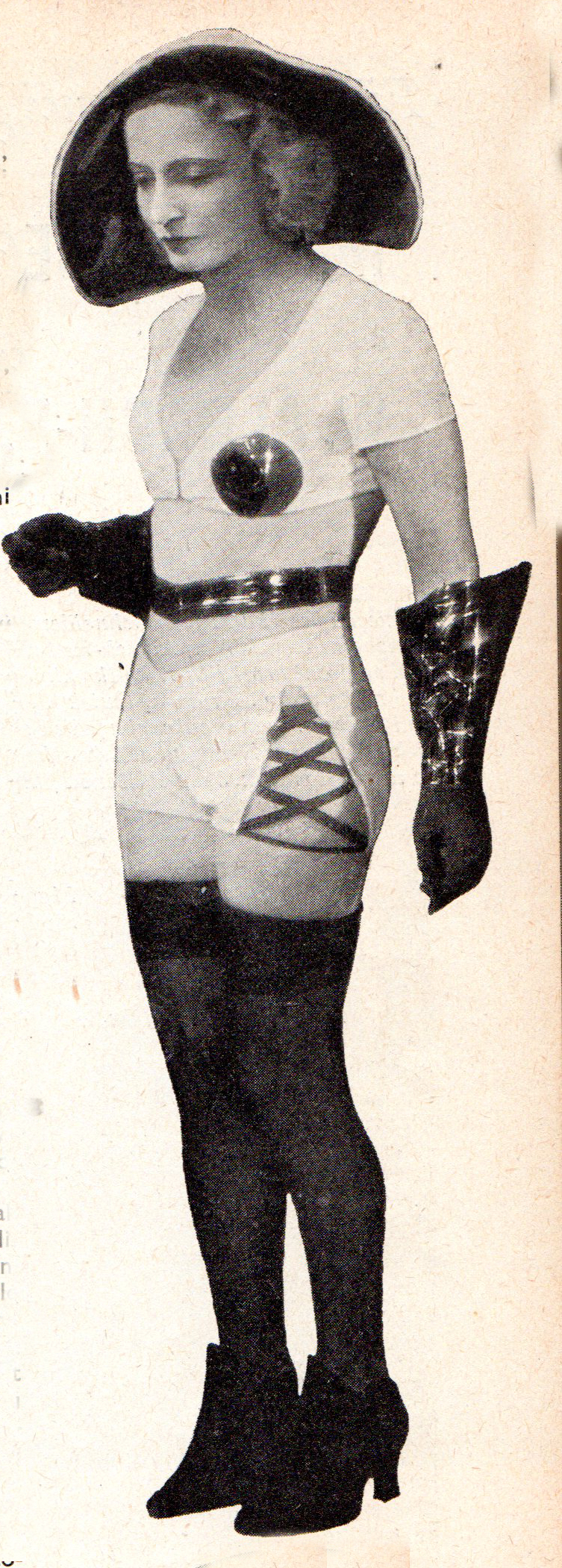
Ella Šárková ve filmu Pudr a benzin (1931)

## Život

### Dětství
Narodila se v rodině Antonína Ludvíka Lišky a Anny rozené Klimtové, jako jedno z pěti dětí. Otec byl majitelem tiskárny v pražské Vladislavově ulici. Její bratr Karel Liška (1910–1993) byl sfragistik a heraldik. Jako dítě byla hudebně a pohybově nadaná, studovala zpěv a hru na klavír.

### Divadelní dráha
Během své kariéry prošla řadou malých divadel, operetních scén a kabaretů, ale působila také ve Slovenském národním divadle v Bratislavě. V roce 1932 vystupovala v kabaretu Červené eso, založeném administrativním ředitelem Osvobozeného divadla Josefem Hášou, které sídlilo v sále ČTK (pozdější Divadlo hudby). V souboru dále působili např. Ferenc Futurista, Jára Kohout, Josef Gruss a E. F. Burian. V začátku čtyřicátých let byla členkou souboru Velké operety v Praze. Po válce působila mimo jiné v divadle Uranie, v Alhambře a v Kabaretu U Fleků.
Divadelní dráhu ukončila roku 1957.

### Filmová herečka
Po náhodném setkání s režisérem Karlem Dostalem v lázních Sliač dostala doporučení k Voskovci a Werichovi, kteří hledali pro dívčí roli ve filmu Pudr a benzin představitelku. Tím zahájila svoji filmovou kariéru, ve které vytvořila přes 30 rolí.

### Rodinný život
Jejím manželem byl houslista a dirigent Lola Šárka, se kterým se později rozvedla, ale v roce 1940 si ho vzala podruhé.

## Divadelní role, výběr
- 1932 Karel Melíšek, Jára Kohout: Loď živých, tanečnice, Kabaret Červené eso, režie a hudba E. F. Burian
- 1936 Rudolf Friml: Rose Marie, indiánka Wanda, Velká opereta

## Filmografie, výběr
- 1931 Pudr a benzín, tanečnice Marta Malá, režie Jindřich Honzl
- 1933 Pobočník Jeho Výsosti, barová dáma, režie Martin Frič
- 1937 Důvod k rozvodu, režie Karel Lamač
- 1938 Třetí zvonění, režie Jan Sviták
- 1944 Pancho se žení, Juanita, režie Rudolf Hrušínský a František Salzer
- 1945 Řeka čaruje, Strnadová, režie Václav Krška
- 1971 Alfons Karásek v lázních, režie Zdeněk Podskalský
- 1983 Faunovo velmi pozdní odpoledne, režie Věra Chytilová